# Sabin Berthelot

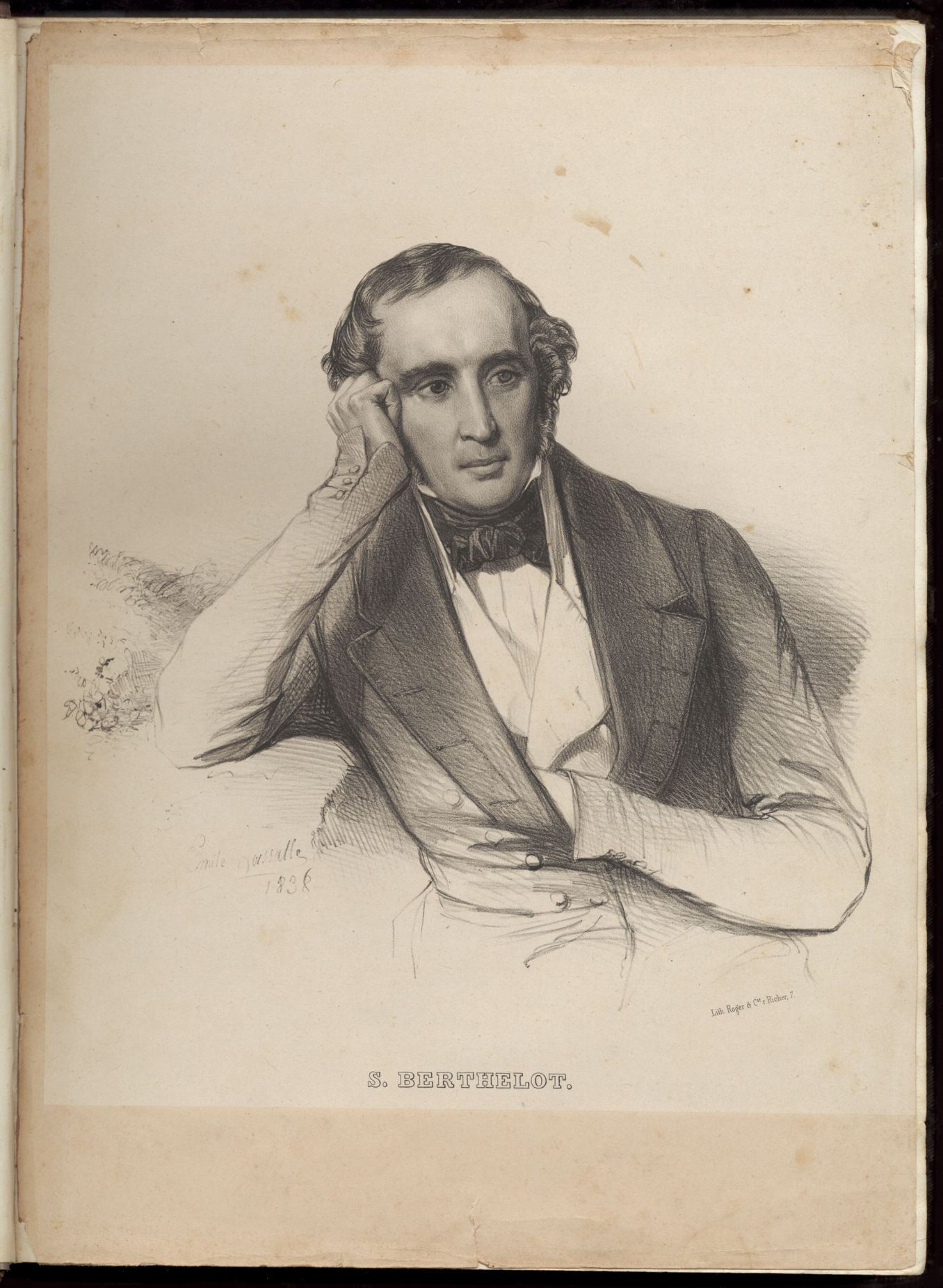
Sabin Berthelot, ilustracja z 1838

Sabin Berthelot (4 kwietnia 1794 – 10 listopada 1880) był francuskim badaczem historii naturalnej i etnologiem. Osiadł na Wyspach Kanaryjskich, gdzie spędził część życia, jest współautorem dzieła L'Histoire Naturelle des Îles Canaries (1835-50) wraz z Philipem Barkerem Webem.
Berthelot był synem kupca z Marsylii. Służył we francuskiej marynarce wojennej, biorąc udział w wojnach napoleońskich. Po wojnie podjął służbę we flocie handlowej, podróżował głównie do Indii Zachodnich. Wyspy Kanaryjskie odwiedził po raz pierwszy w roku 1820.
Berthelot badał historię naturalną Wysp Kanaryjskich. Dołączył do wyprawy Webba w 1828 roku, przez następne 2 lata wspólnie zbierali materiały do pierwszego tomu L'Histoire Naturelle des Îles Canaries, który ukazał się w 1835. Berthelot zajmował się głównie etnografią, historią oraz geografią wysp, pozostawiając Webbowi zagadnienia historii naturalnej. Z kolei dział ornitologiczny opracowywał Alfred Moquin-Tandon.
W 1845 Berthelot założył Société d'Ethnologique. W 1846 powrócił na Teneryfę, a w 1848 przyjął stanowisko francuskiego konsula na wyspie. Przeszedł na emeryturę w 1874 roku.
Inne publikacje Berthelota o Wyspach Kanaryjskich to Les Guanaches (1841 i 1845), La Conquète des canaries (1879) oraz Antiquités Canariennes (1879).
Świergotek Berthelota (Anthus berthelotii) nosi imię na cześć tego naukowca, nadane temu gatunkowi przez przyjaciela Berthelota, Carla Bolle.